# Keif al-Hal?

Keif al-Hal? (arabe : كيف الحال؟, litt. « Comment ça va ? »,) est un film saoudien réalisé par Izidore Musallam (en) et sorti le 9 novembre 2006. Il est produit par Ayman Halawani (en) de Rotana Group et met en vedette Hind Mohammed (en), la première actrice saoudienne de cinéma.
Il s'agit du premier film à gros budget de l'histoire du cinéma saoudien.

## Synopsis
Cette comédie dramatique raconte l'histoire d'une famille saoudienne déchirée entre tradition et modernité,.

## Production
Le film, tourné à Dubaï aux Émirats arabes unis, est financé par Rotana Group, propriété du prince saoudien Al-Walid ben Talal ben Abdelaziz Al Saoud,,.

## Diffusion
Le public saoudien avait la possibilité de regarder Keif al-Hal? en pay-per-view grâce à un accord conclu avec Showtime Arabia. Par ailleurs, le film est retransmis dans 17 festivals différents à travers le monde.